# Scolecocampinae
De Scolecocampinae vormen een onderfamilie van vlinders in de familie der spinneruilen (Erebidae).

## Geslachten
- Abablemma
- Amolita
- Arugisa
- Gabara
- Hormoschista
- Isogona
- Nigetia
- Nychioptera
- Palpidia
- Pharga
- Phobolosia
- Pseudorgyia
- Scolecocampa
- Sigela